# Acide 4-méthyl-2-oxovalérique
L’acide 4-méthyl-2-oxovalérique, également appelé cétoleucine et acide alpha-cétoisocaproïque, est un composé chimique de formule HOOC–CO–CH2–CH(CH3)2. C'est un intermédiaire du métabolisme de la leucine.